# Žigrski Vrh
Žigrski Vrh je naselje v Občini Sevnica.